# المتسللون (فلم)
المتسللون (بالإنجليزية: Sneakers) فيلم دراما، كوميدي، وجريمة أمريكي للمخرج فيل ألدن روبنسون عام 1992، وقام بكتابته المخرج روبنسون، وولتر باركس، ولورنس لاسكر. الفيلم من بطولة روبرت ريدفورد، دان ايكرويد، بن كينجسلي، ماري ماكدونيل، ريفر فينيكس، سيدني بواتييه، وديفيد ستراثيرن  وتدور الأحداث حول فريق من الخبراء الأمنيين الذين يدخلون بسذاجة في عملية حكومية سرية بعد ابتزاز زعيمهم.
صدر الفيلم إلى دور العرض الأمريكية في  11 سبتمبر 1992.
منح موقع قاعدة بيانات الأفلام على الإنترنت (IMDB) الفيلم درجة 7.1/ 10.
منح موقع قاعدة بيانات الأفلام العربية "السينما.كوم" الفيلم درجة 5.3/ 10.

## طاقم التمثيل
روبرت ريدفورد: في دور مارتن بيشوب / مارتن بريس
بن كينجسلي: في دور كوزمو
سيدني بواتييه: في دور دونالد كريس
ديفيد ستراثيرن: في دور إيروين "ويسلر" إيمري
دان أيكرويد: في دور دارين "الأم" روسكو
ريفر فينيكس: في دور كارل أربوجاست
ماري ماكدونيل: في دور ليز أوجيلفي
ستيفن توبولوسكي: في دور فيرنر براندس
تيموثي بوسفيلد: في دور ديك جوردون
إدي جونز: في دور بودي والاس
جورج هيرن: في دور جريجور "جريج" إيفانوفيتش
دونال لوج: في دور الدكتور غونتر جانيك
لي جارلينجتون: في دور الدكتورة إيلينا ريزكوف
جيمس إيرل جونز: في دور وكيل وكالة الأمن القومي برنارد أبوت 

## أحداث الفيلم
كان الطلاب مارتن بريس (روبرت ريدفورد) وكوزمو (بن كينجسلي)، في عام 1969، من قراصنة الكمبيوتر الذين يستخدمون مهاراتهم لتمويل المنظمات اليسارية. يذهب مارتن لتناول البيتزا، ويتم القبض على كوزمو، بينما يلوذ مارتن بالفرار. تمر الأيام ويصبح مارتن، الذي يُدعى الآن مارتن بيشوب، رئيساً لفريق متخصص في الأمن، في سان فرانسيسكو. يضم الفريق دونالد كريس (سيدني بواتييه)، الضابط السابق في وكالة المخابرات المركزية، ودارين "الأم" روسكو (دان أيكرويد)، معتنق نظرية المؤامرة وتقني الإلكترونيات؛ وكارل أربوغاست (ريفر فينيكس)، الشاب عبقري القرصنة؛ وإيروين "ويسلر" إيمري (ديفيد ستراثيرن)، مستكشف أنظمة الاتصالات.
يطلب ضباط وكالة الأمن القومي ديك جوردون (تيموثي بوسفيلد) وبودي والاس (إدي جونز) من مارتن استعادة "الصندوق الأسود" من عالم الرياضيات الدكتور غونتر جانيك (دونال لوج) مقابل تصفية تاريخه وسوابقة القديمة. يحاول جوردون ووالاس قتل مارتن بعد استلام الصندوق، ويكتشف أن الدكتور غونتر جانيك قد قتل بالامس، ويعرف مارتن من صديقه غريغور (جورج هيرن) من القنصلية الروسية أن الضباط عملاء مارقين وأن جانيك كان يعمل لصالح وكالة الأمن القومي. قبل أن يتمكن غريغور من تقديم المزيد من التفاصيل، يقوم جوردون ووالاس بقتله وخطف مارتن، ونقله إلى مكان بعيد حيث يجد كوزمو، الذي كان يعتقد أنه مات في السجن. طور كوزمو، أثناء سجنه ،علاقاته مع رجال الجريمة المنظمة، ويخطط لاستخدام صندوق جانيك لزعزعة استقرار الاقتصاد العالمي ويطلب من مارتن للانضمام إليه، ولكن مارتن يرفض. يستخدم كوزمو الصندوق لاقتحام الكمبيوتر الرئيسي لمكتب التحقيقات الفيدرالي وربط هوية مارتن الحالية باسمه السابق ليصبح مطارد مرة أخرى. ينقل مارتن فريقه إلى شقة ليز ويبدأ مارتن وأعضاء الفريق الآخرون محاولات استرداد الصندوق.
يتمكن فريق مارتن من استعادة الصندوق ويوضح مارتن لوكيل وكالة الأمن القومي برنارد أبوت (جيمس إيرل جونز) مدى أهمية سرية الصندوق بالنسبة لوكالة الأمن القومي، التي يمكن أن تستخدمها للتجسس على الوكالات الأخرى، ويوافق أبوت على مسح سجل مارتن والموافقة على طلبات بقية أعضاء فريقه مقابل الحصول على الصندوق. بعد مغادرة أبوت والوكلاء بالصندوق، يظهر مارتن أنه جعل الصندوق عديم الفائدة عن طريق إزالة المعالج الرئيسي. تنتهي أحداث الفيلم وفي حاشية، يصف تقرير إخباري الإفلاس المفاجئ للجنة الوطنية للحزب الجمهوري، والاستلام المتزامن لتبرعات كبيرة مجهولة المصدر لمنظمة العفو الدولية، وغرينبيس، وصندوق كلية الزنوج المتحدة.

## استقبال الفيلم
حقق الفيلم نجاحًا في شباك التذاكر، حيث حقق أكثر من 105.2 مليون دولار في جميع أنحاء العالم.
منح موقع "الطماطم الفاسدة" الفيلم تقييماً مقداره 80% بناءاً على آراء 54 ناقداً سينمائياً، ومنح موقع "ميتاكريتيك" الفيلم تقييماً مقداره 65% بناءاً على آراء 20 ناقداً سينمائياً. منحت الجماهير التي استطلعت آراؤهم منظمة "سينما سكور" الفيلم درجة (- A) على مقياس من (+ A) إلى (F).

## وصلات خارجية
https://elcinema.com/work/2010253/ المتسللون (فيلم)
https://letterboxd.com/film/sneakers/ المتسللون (فيلم)
https://www.imdb.com/title/tt0105435/ المتسللون (فيلم)
https://www.blu-ray.com/Sneakers/35604/ المتسللون (فيلم)
https://www.filmaffinity.com/us/film233071.html المتسللون (فيلم)
https://www.themoviedb.org/movie/2322-sneakers المتسللون (فيلم)
https://www.allocine.fr/film/fichefilm_gen_cfilm=5569.html المتسللون (فيلم)
https://www.allmovie.com/movie/sneakers-v45342/review المتسللون (فيلم)
https://www.tcm.com/tcmdb/title/4393/sneakers/#overview المتسللون (فيلم)